# 서연이화
주식회사 서연이화(Seoyon E-Hwa Co., Ltd.)는 대한민국 자동차 내장부품 전문기업이다.
서연이화는 지속적인 성장을 추구하고자 완성차 업체의 신차개발에 즉각적으로 대응하고 생산 제품의 상품성을 강화하기 위해 신소재, 신제품 개발 및 새로운 제품 모델을 DESIGN하여 제안하는 등 연구개발, 품질 및 기술경쟁력 확보를 중점 경영방침으로 정하고 있으며, 제품의 특성과 완성차 업체의 생산기지에 따라 계열사를 전문화하여 지속적으로 국내외 시장확대를 추진해 가고 있다.
연구개발 역량에 더해 제품의 품질, 특성에 따라 계열회사를 전문화하고, 전문화된 계열회사간 시너지를 창출하여 글로벌 완성차 업체에 대한 대응 역량을 증대시켜온 결과 국내 완성차 업체에 더해 벤츠, 포드, 폭스바겐, 아우디, 닛산 등 주요 글로벌 완성차 업체를 신규 매출처로 확보하고 있다. 또한 기존 사람 중심의 인지와 감각 기준의 의사판단에서 데이터와 정보중심의 Digital Transformation으로 지능화 혁신을 꾀하고 있으며 기업의 사회적 책임을 다하기 위해서 경영진으로부터 ESG경영의 철학을 받아들이고 이를 지원하고 있다.

## 연 혁
- ’72. 회사 설립
- ’76. Pony 내장품 및 Bus Seat 생산개시
- ’87 (주)서연탑메탈 설립
- ’88 국내연구소 설립
- ’88 기업공개
- ’94. (주)서연인테크 설립
- ’95. ISO 9001 인증
- ’96. 앗싼한일 설립
- ’97 ㈜서연씨엔에프 설립 / 품질경영상 수상 / 은탑산업훈장 수상
- ’99. QS 9000 인증
- ’02. 강소서연이화 설립
- ’03. 북경해납천서연 설립
- ’03. ISO 14001 인증
- ’04. IATF 16949 인증 / 서연이화슬로박 설립
- ’05. 서연이화알라바마 설립/ HKMC 품질5스타
- ’06. 서연써밋인디아 설립
- ’07. 서연오토비전 계열사 추가 / 북경해납천서연연구소
- ’08. 서연써밋첸나이 설립 / 국가품질상 수상
- ’10. 서연이화브라질 설립 / 요녕서연이화설립 / 독일 R&D사무소 설립 / 서연써밋인디아 연구소
- ’12 서연인더스트리 설립 / 서연이화폴란드 설립 / HKMC 그랜드 품질5스타
- ’13. 강소서연이화연구소 설립 / ISO 45001 인증
- ’14. 인적분할 (주)서연/한일이화(주) / 서연이화멕시코 설립 / 슬로바키아 국가품질상 최우수상 / 우리지역 일하기 좋은 기업 선정
- ’15. 북기한일(창주)설립 / 북기한일(중경)설립 / SPE Innovation Award 최우수상
- ’16. ㈜서연이화 상호 변경 / R&D센터 안양 이전 / 핀스타 설립 / 슬로바키아 EFQM 5스타 / 5억불 수출탑 수상 / ISO 22301 인증
- ’17. 서연써밋아난타푸르 설립 / 대한민국 최고 경영대상
- ’19. 엠오토텍 설립 / IR52 장영실상 수상 / 스마트팩토리 어워드 자동차내장제 부문 대상
- ’20. 써밋서연인도네시아 설립 / 울산자동차의날 산업통상자원부 장관 표창 수상 / 국가품질경영대회 금상 / 품질경쟁력우수기업(13년연속)
- ’21. 서연써밋인디아 HMI 주관 APEA 2021 OHSW부문 우수협력사 선정 / 현대차기아 파트너십데이 올해의 협력사 신차개발부문 수상

## 같이 보기
- 서연 (기업)